# Marianne Pletscher

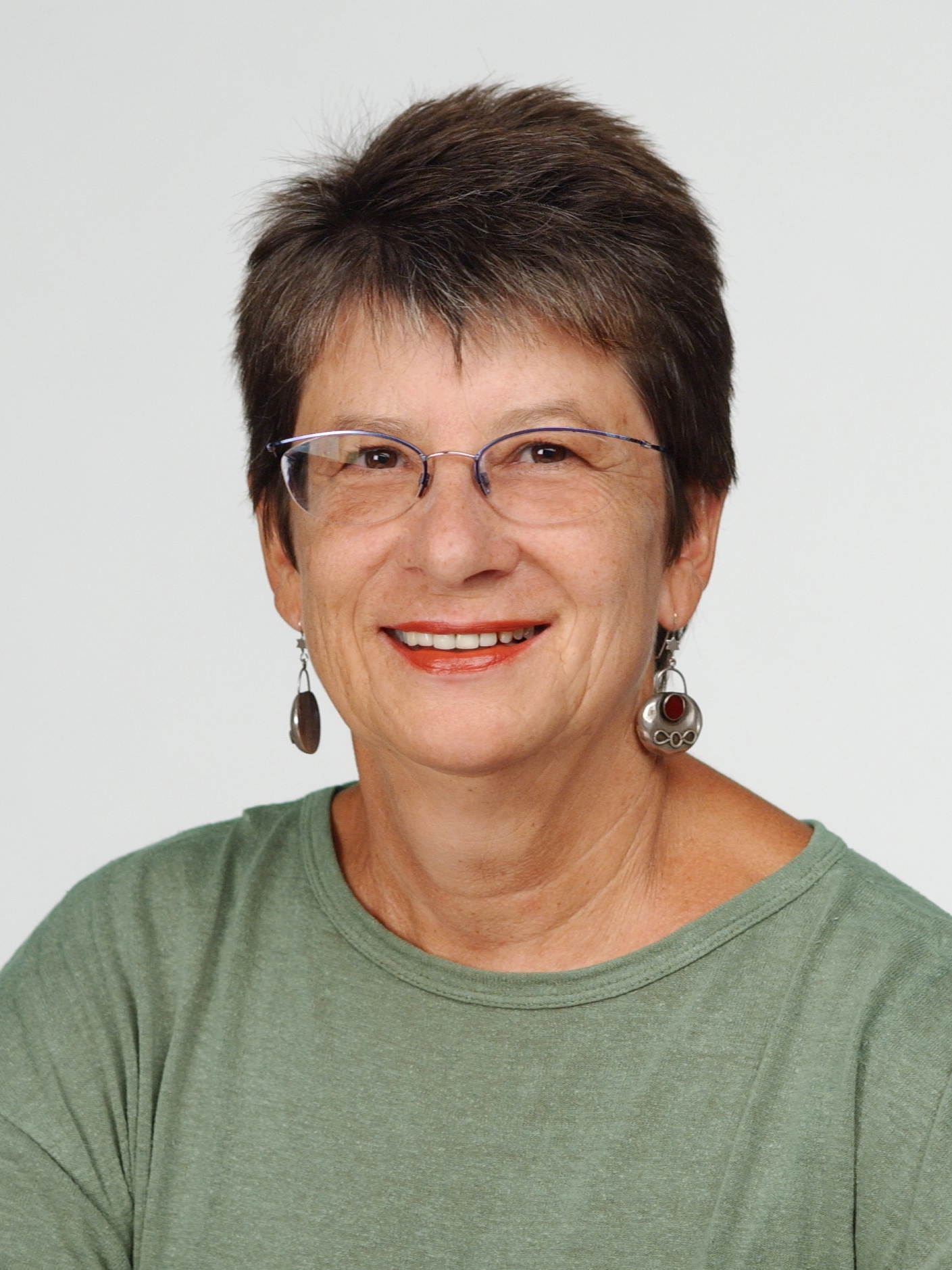
Marianne Pletscher (2013)

Marianne Pletscher (* 25. Juni 1946 in Zürich) ist eine schweizerische Dokumentarfilmerin, Buchautorin und Dozentin für Dokumentarfilm.

## Leben

### Jugend und Ausbildung
Marianne Pletscher lernte nach der Primar- und Mittelschule in Zürich Sprachen an der Dolmetscherschule Zürich (DOZ) und schloss sie mit dem Übersetzerdiplom ab. Danach begann sie als Reporterin und Redakteurin beim Schweizer Fernsehen (heute Schweizer Radio und Fernsehen (SRF)) in den Sendungen Tagesschau, Kassensturz, Antenne, CH-Magazin, Rundschau zu arbeiten. Neben ihrer TV-Arbeit, sowie während längeren Arbeitsunterbrechungen, studierte sie Politikwissenschaft an der Harvard University, USA. Später studierte sie Spielfilm am American Film Institute in Los Angeles. Es folgten zahlreiche Zusatzausbildungen in der Erwachsenenbildung sowie ein Nachdiplomkurs in Entwicklungszusammenarbeit (NADEL) an der ETH Zürich.

### Filmisches Schaffen und Lehre

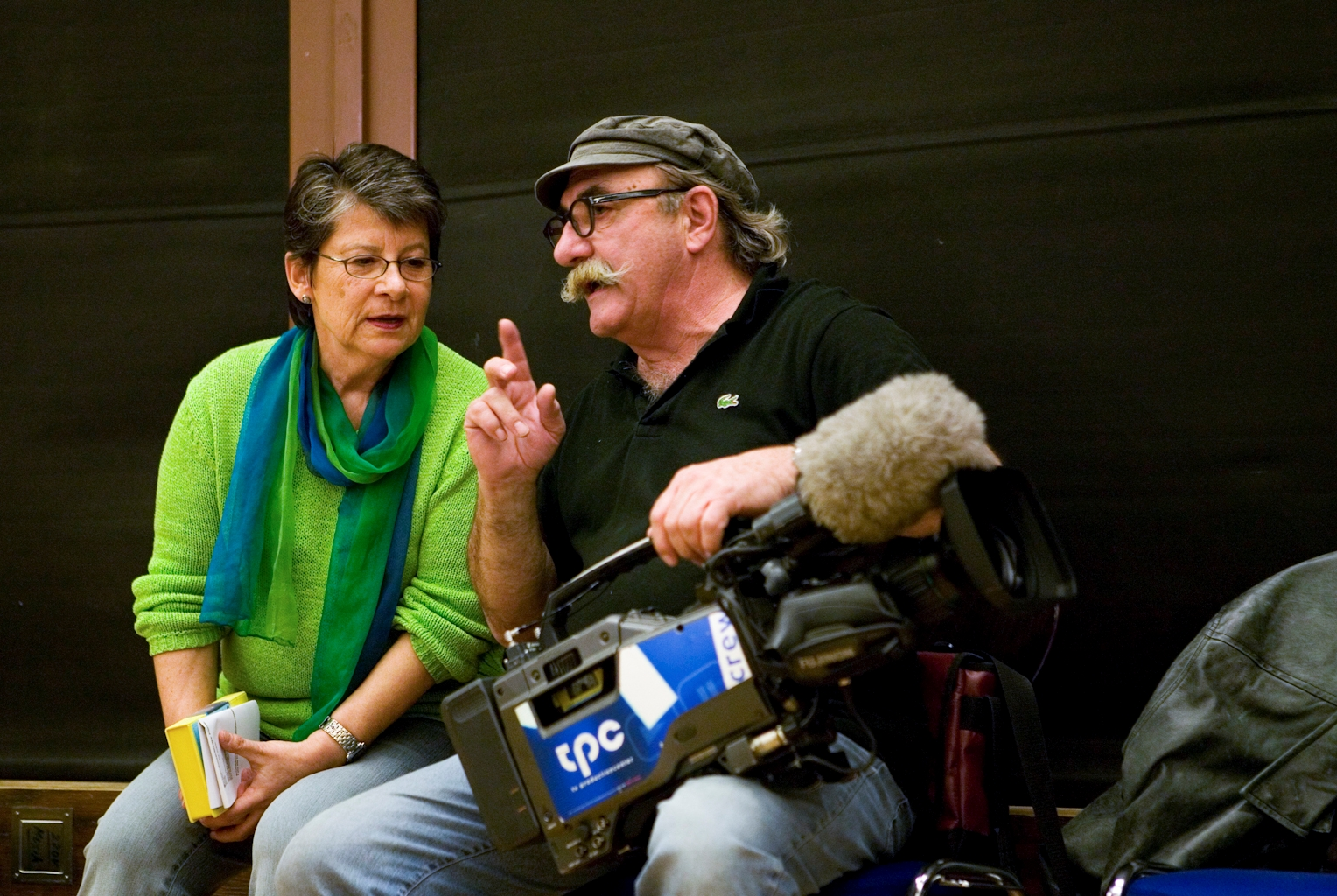
Marianne Pletscher und Werner Schneider (2013)

Nach Pletschers Einsätzen als Reporterin Auslandskorrespondentin und Redaktorin spezialisierte sie sich auf Dokumentarfilme, hauptsächlich für die TV-Sendungen DOK und Sternstunde des deutschen und rätoromanischen Fernsehen. Während ihrer Tätigkeit beim Fernsehen realisierte sie auch einige Filme als freie Autorin. Seit Juli 2011 wirkt sie als Selbständige. Sie hat über 50 mittellange und lange Dokumentarfilme realisiert und zahlreiche Preise gewonnen.
Neben der Arbeit als Filmautorin begann sie in den 1990er Jahren auch als Dozentin für Dokumentarfilm zu arbeiten, sowohl beim Schweizer Fernsehen SRF, als auch am Medienausbildungszentrum (MAZ) Luzern, an der Medienwerkstatt Bern und der Internationalen Hochschule für Film und Fernsehen (EICTV) in San Antonio de los Baños auf Kuba. Diese Lehrtätigkeit führte sie oft aus mit ihrem Lebenspartner, Kameramann Werner Schneider. Mit ihm zusammen realisierte sie bis zu seinem Tod im Jahr 2007 die meisten Filme. Mehrfach war sie im Auftrag dieser Schulen auch als Supervisorin tätig. Nach 2007 betreute und bildete sie im Auftrag der Direktion für Entwicklung und Zusammenarbeit (DEZA) in Nepal Kameraleute, Journalisten und Filmemacher im Fach Dokumentarfilm aus. Sie arbeitete als Coach für junge Filmemacher in der Schweiz und in Spanien.
Themen ihres Œuvres sind u. a. Frauen, Kinder, Gesundheit, Alter, Sterben, Minoritäten, Flüchtlinge, Entwicklungszusammenarbeit, Kriminalität, Gefängnis, Theater, Schriftsteller. Sie sagt über sich: «Themen fliegen mir zu».
2025 veröffentlichte die Cinémathèque suisse Eine Ausstellung zum frühen feministischen Film der Schweiz, die unter anderem auch Marianne Pletschers wichtigen Film zum Zürcher Frauenhaus Hier habe ich gelernt, dass eine Frau auch ein Mensch sein kann behandelt. Die Ausstellung enthält auch ein Videointerview mit Marianne Pletscher.

## Bücher
- Weggehen ist nicht so einfach – Gewalt gegen Frauen in der Schweiz. Limmat Verlag, Zürich 1977/1985, ISBN 3-85791-011-9.
- mit Niklaus Scherr, Thomas Schaffroth, Katharina Ley, Rita Schiavi, Adriano Gloor: Basta – Fremdarbeiter in den 80er Jahren. Limmat Verlag, Zürich 1980, ISBN 3-85791-026-7.
- zus. mit anderen: Wer hat Angst vorm schwarzen Mann – Notizen zur schweizerischen Asylpolitik. Limmat Verlag, Zürich 1981, ISBN 3-85791-026-7.
- als Hrsg.: Da und doch so fern – Vom liebevollen Umgang mit Demenzkranken. Rüffer & Rub Sachbuchverlag, Zürich 2014/15, ISBN 978-3-907625-74-3, auch als Hörbuch.
- mit Marc Bachmann (Fotos): Wohnen wir im Paradies? – die Bernoullihäuser in Zürich. Lars Müller Publishers, Zürich 2016, ISBN 978-3-03778-502-7.
- mit Marc Bachmann: 90 plus. Mit Gelassenheit und Lebensfreude. Limmat-Verlag, Zürich, ISBN 978-3-85791-876-6.[9][10][11]
- mit Marc Bachmann: „Wer putzt die Schweiz“ Migrationsgeschichten mit Stolz und Sprühwischer. Limmat-Verlag Zürich, ISBN 978-3-03926-035-5
- Daneben arbeitet sie regelmässig als Autorin für die Internet-Zeitschrift journal21.ch und diverse andere Zeitungen.

## Filmografie
- 1979: Heimkehr nach Süditalien (Wie geht es den während der Krise der 70er-Jahre aus der Schweiz entlassenen Gastarbeitern in ihrer Heimat?; 45 Min.)
- 1980: Hier habe ich gelernt, dass eine Frau auch ein Mensch sein kann (Im Frauenhaus Zürich)
- 1982: Einmal vergewaltigt, mehrfach gedemütigt (Vergewaltigungen von Frauen in der Schweiz)
- 1983: Supermarkt der Sexualität (Sexgewerbe in Stadt und Land und Sexualstrafrechtreform)
- 1984: Flucht aus dem Paradies (Tamilen in Sri Lanka und der Schweiz; 50 Min.)
- 1986: Jenseits der Landstrasse (Schicksal der jenischen „Kinder der Landstrasse“ am Beispiel eines Theaterstücks von Mariella Mehr; 58 Min.)
- 1988: Schalttag (Die Bluttat des Günther Tschanun, was sagt sie mit uns zu tun haben könnte; 62 Min.)
- 1989: Namibia: zwei Frauen, ein Land, eine Geschichte (Zwei Frauen aus zwei Kulturen in einem Land kurz vor der Unabhängigkeit; 45 Min.)
- 1990: Gott hat 25 Namen (Schweizer Missionare der Bethlehem Mission Immensee: Von Heidenmission bis Begegnung der Religionen; 62 Min.)
- 1991: Obdachlos (Obdachlose in der wohlhabenden Schweiz im Jubiläumsjahr; 50 Min.)[12]
- 1991: Schwarzer Traum vom Paradies (Das neue Südafrika; 45 Min.)
- 1992: Telefon 156 (Ein Telefonnetzwerk das Menschen ruiniert; 53 Min.)
- 1993: Der Angst begegnen (Angst in den Städten zur Zeit der offenen Drogenszene)
- 1993: Kuba quasi libre (3 Schweizerinnen die in Kuba ihren Traum leben; 50 Min.)[13]
- 1994: Das Tal der Frauen (Einer Schweizer Bergbäuerin in Bhutan in einem Tal in dem Frauen mehr Macht haben als Männer; 57 Min.)
- 1995: Heimat oder Hölle (Co-Regie und -Autor Hans Haldimann, Chronik eines Zürcher Quartiers im Umbruch; 100 Min.)
- 1995: Drei Wochen im Knast (Alltägliches in der Strafanstalt Regensdorf; 55 Min.)
- 1996: Geteiltes Glück (Das zweite Leben einer Frau auf den Philippinen)
- 1996: Lust auf Liebe im Alter (Wie sich Paare zwischen 70 und 80 kennen und lieben lernten; 30 Min.)
- 1997 Man hört nur mit dem Herzen gut (Ursprüngliche Rätoromanische Version Tedlar cul cuor, Portrait des Kapuziner-Dorfpfarrer, Religionslehrer und Heilpädagoge Silvio Deragisch in Tomils GR)
- 1997: Heimkehr ins zerrissene Land (Rückkehr aus der Schweiz nach Bosnien)
- 1997: Mit Fuchs und Katz auf Reisen (Paul Parin und Goldy Parin-Matthèy im Portrait)
- 1998: Aus dem Innern des Labyrinths (Experimentalfilm im Andachtsraum der Strafanstalt Pöschwies; 50 Min.)
- 1998: Unerwünscht und Unbeliebt (In der Schweiz Kosovo-Albaner; 50 Min.)
- 1999: Die Bräute Jesu (Co-Regie und -Autor Susanna Fanzun, Deutsch; Romanisch: «Seguir la glüm», Hinter den Klostermauern von Müstair; 55 Min.)
- 1999: Thomas Hürlimann (Portrait des Schriftstellers; 17 Min.)
- 1999: Kinderspital Serie (Fröhliche und traurige Geschichten aus dem Kinderspital Zürich; 130 Min.)
- 1999: Mariella Mehr (Portrait der Schriftstellerin; 16 Min.)
- 2000: Welttheater (Original: Das große Welttheater: Radikale Neufassung von Thomas Hürlimann: Wahnwitziges im Klosterdorf; 55 Min.)
- 2000: Schweiz-Kosov@ retour (Schweizer Soldaten im Friedenseinsatz, heimkehrende Flüchtlinge und Schweizer Kühe)
- 2000: Dragica Rajcić (Portrait der Schriftstellerin; 16 Min.)
- 2001: Tierspital (Serie, Bunte Geschichten aus der Zürcher Uniklinik; 130 Min.)
- 2001: Zukunftskinder (Kinder lernen Fremdsprachen in der Schweiz, 51 Min.)
- 2002: Das harte Brot der Berge (Rätoromanischer Originaltitel: Scarnuz Peruan, Alpen- und Anden-Geschichten; 30 Min.)
- 2003: Flucht aus Sri Lanka – 20 Jahre später (Grosser Bruder in Langenthal, kleiner Bruder in Jaffna; 54 Min.)
- 2004: Besser Sterben (Sterben in Würde: Wenn man nichts mehr kann und was man alles darf, Palliativmedizin; 59 Min.)
- 2005: Antonia lässt los (In Würde loslassen mit ALS; 57 Min.)
- 2005: Sri Lanka ein Jahr nach dem Tsunami (Wiederaufbau, Leid, enttäuschte Hoffnungen, Lebensfreude)
- 2005: Die Gesundheitskrise ((«Menschenmedizin»: Der Mensch und seine Psyche im Mittelpunkt; 52 Min.)
- 2005: Portrait Lars Müller (Lars Müller Publishers, Serie DesignSuisse: Kleiner Verlag mit grossem Namen; 13 Min.)
- 2006: Tiere als Therapeuten (Neue Wege im Pflegeheim; 52 Min.)
- 2007: Die Kraft aus Wut und Schmerz (Zum 60. Geburtstag von Mariella Mehr; 52 Min.)
- 2007: Weltuntergang im Welttheater (Zweite Version des Duos Hürlimann-Hesse zum traditionellen Stück; 55 Min.)
- 2007: Die Bluttat im Zürcher Bauamt (Ergänzte Kurzfassung des Films "Schalttag" von 1988, 35 Min.)
- 2008: Volker Hesse inszeniert Tell – ein Essai (Die Wilhelm-Tell-Spiele in Altdorf UR Jahr 2007 versprechen alles ganz anders zu werden; 6 Min.)
- 2009: Jesus i ha di megagärn (Oft wörtlich interpretierte Bibel in Schweizer Freikirchen; 25 Min.)
- 2009: Im fremden Land (Rätoromanischer Originaltitel: Schi Lunsch Naven, Ein Dorf mit seinem Asylzentrum; 25 Min.)
- 2010: Glück im Vergessen? und Kurzfilm Glück hat viele Gesichter (Demenzkranke und ihre Betreuer; 50 und 17 Min.)
- 2010: Der globale Zoo (Partner für wilde Tiere; 100 Min.)
- 2011: Dein Schmerz ist auch mein Schmerz (Angehörige durch Suizid verlieren; 50 Min.)
- 2012: Behütet ins gemeinsame Boot (Demenzbetroffene in Theaterferien, Validation; 49 Min.)
- 2013: Leiden schafft Pflege Sr. Liliane Juchli – Ein Leben für die Menschenwürde; 30 Min.)
- 2013: Der globale Zoo 3 (Die neuesten Jungtiere im Erfolgsfilm von 2010; 45 Min.)
- 2013: Sinn und Hoffnung finden (Schulungsvideo mit Prof. Pauline Boss und Angehörigen von Demenzkranken; 25 Min.)
- 2014–2022: immer wieder Coachingtätigkeit für Dokumentarfilme, u. a. Der Preis der Wahrheit von Vera Freitag, Natalija und ihre Kampfkuh von Anna Katrine Thuesen, Das Ende des Tales, aber nicht das Ende der Welt von Peter Frei.
- Seit August 2023 arbeitet Marianne Pletscher gemeinsam mit Martina Rieder an einem neuen Dokumentarfilm. „Es tut nicht weh“ erzählt die Geschichte der ehemaligen Direktorin von Alzheimer Schweiz, Birgitta Martensson, die heute selber an der Krankheit leidet. Trotzdem tritt sie noch öffentlich auf und setzt sich für bessere Forschung, frühere Diagnosen usw. ein

## Auszeichnungen und Ehrungen
- 1986: Preis für die beste ausländische TV-Produktion am Filmfestival Havanna, für Jenseits der Landstrasse
- 1988: 2. Preis Dokumentarfilmfestival New York, für Schalttag
- 1995: Grosser Preis Rencontres Nord-Sud, für Das Tal der Frauen
- 1996: Spezialpreis der Jury Filmfestival Piemont, für Das Tal der Frauen italienische Version
- 1996: Zürcher Fernseh- und Radiopreis, für Heimat oder Hölle mit Hans Haldimann
- 1999: 1. Premi Cristal der Cuminanza rumantscha radio e television, für Seguir la glüm (Der Film heisst in der deutschen Version «Die Bräute Jesu»)
- 1999: Anerkennungspreis der Stiftung Kloster St Johan Mustair für Seguir la glüm, zusammen mit Susanna Fanzun
- 2003: Sonderpreis des Bergfilmfestivals Trento, für Das harte Brot der Berge
- 2003: Katholischer Medienpreis der Schweizer Bischofskonferenz, für Besser Sterben
- 2006: Berner Radio- und Fernsehpreis, für Tiere als Therapeuten
- 2010: Von der Schweizer Tageszeitung Tages-Anzeiger wird Marianne Pletscher als «Grande Dame des Schweizer Dokumentarfilms» bezeichnet.[14]
- 2020: Marianne Pletscher wird als eine von 5 Filmpionierinnen der Schweiz im Schweizer Landesmuseum gefeiert. Mit Podium und einem online verfügbaren Interview in der Serie Her Story Box.